# Cerratón de Juarros
Cerratón de Juarros – gmina w Hiszpanii, w prowincji Burgos, w Kastylii i León, o powierzchni 16,2 km². W 2011 roku gmina liczyła 55 mieszkańców.